# 7681 Chenjingrun
7681 Chenjingrun (1996 YK2) là một tiểu hành tinh vành đai chính được phát hiện ngày 24 tháng 12 năm 1996 bởi Chương trình tiểu hành tinh Bắc Kinh Schmidt CCD ở Xinglong.